# August Heinrich Andreæ

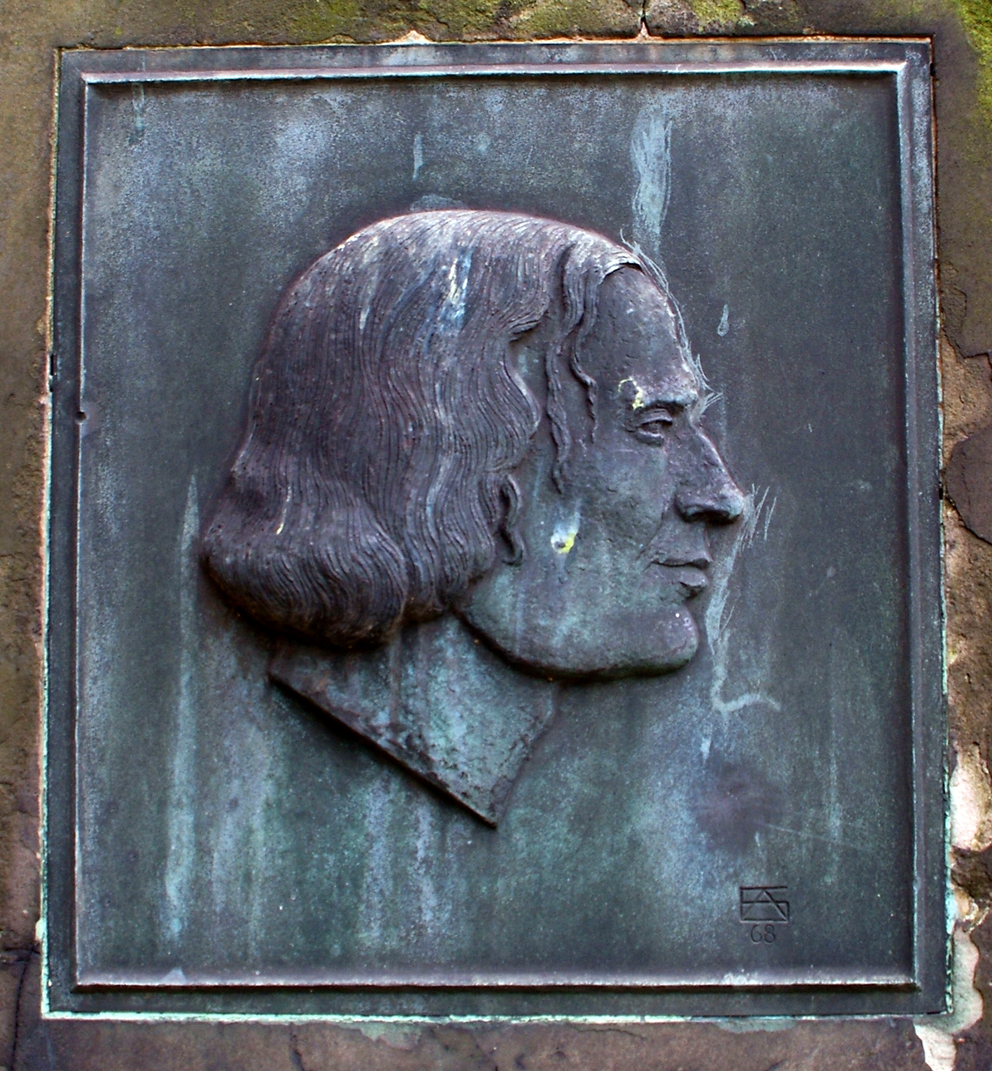
Porträttmedaljong på Andreæs gravsten, utförd av Friedrich Adolf Sötebier 1968.

August Heinrich Andreæ, född den 4 december 1804, död den 6 januari 1846 i Hannover, var en tysk arkitekt.
Andreæ blev stadsarkitekt i Hannover 1829. Han var en begåvad och originell konstnär, särskilt på den romanska stilens område, var han dessutom den som i nordvästra Tyskland återinförde tegelstensbyggnaden.